# The Singles Collection Volume 2
The Singles Collection Volume 2 är en samlingsbox av det brittiska rockbandet Queen, utgiven 2009. Samlingsboxen innefattar nästa 13 singlar som lyckades ta sig upp på en global topp 40-placering och som utgavs efter singlarna i The Singles Collection Volume 1.

## Låtlista
Disc 1
1. "Love of My Life" (Live) – 3:43
2. "Now I'm Here" (Live) – 8:42

Disc 2
1. "Crazy Little Thing Called Love" – 2:44
2. "We Will Rock You" (Live) – 3:07

Disc 3
1. "Save Me" – 3:49
2. "Let Me Entertain You" (Live) – 3:14

Disc 4
1. "Play the Game" – 3:32
2. "A Human Body" – 3:42

Disc 5
1. "Another One Bites the Dust" – 3:36
2. "Dragon Attack" – 4:19

Disc 6
1. "Flash Theme" – 2:51
2. "Football Figh" – 1:29

Disc 7
1. "Under Pressure" (med David Bowie) – 4:07
2. "Soul Brother" – 3:38

Disc 8
1. "Body Language" – 4:34
2. "Life Is Real" – 3:30

Disc 9
1. "Las Palabras de Amor" – 4:31
2. "Cool Cat" – 3:28

Disc 10
1. "Calling All Girls" – 3:53
2. "Put Out the Fire" – 3:19

Disc 11
1. "Back Chat" (single remix) – 4:12
2. "Staying Power" – 4:11

Disc 12
1. "Radio Ga Ga" – 5:50
2. "I Go Crazy" – 3:42

Disc 13
1. "I Want to Break Free" – 4:25
2. "Machines (or Back To Humans)" – 5:08